# 管野スガ
管野 スガ（かんの スガ、1881年〈明治14年〉6月7日 - 1911年〈明治44年〉1月25日）は、明治時代の女性新聞記者・著作家・婦人運動家・社会主義運動家である。
幸徳事件で処刑された12名の1人で、大逆罪で死刑を執行された唯一の女性死刑囚である。号は幽月。ペンネームでは「須賀子」。
名字は「菅野」と書かれる場合もあるが、誤りである（江戸時代の頃は「菅野」姓であったが、明治になってからスガの父が「管野」に姓を変更した）。

## 略歴

### 文学と廃娼運動
1881年（明治14年）に大阪・絹笠町において、裁判官・代言人・鉱山事業家の管野義秀の長女として生まれる。19歳で東京・深川（現：東京都江東区深川）の商人・小宮福太郎と結婚したが、福太郎は花柳界に入り浸る横暴な性格でスガと合わず、間もなく大阪に帰り、海軍に身を置くことになった事を表向きの理由として離婚した。
離婚後は文士の宇田川文海に師事して文学を学び、1902年（明治35年）に大阪朝報へ入社し、記者となった。文海はスガを親身になって面倒を見たので「愛人」という説もあったが、当時54歳の文海は妻・ツルとの夫婦仲が良く愛人説を否定する意見もある。また、愛人説の否定には根拠が全く無いという意見もある。
1903年（明治36年）11月には日本組合天満教会で洗礼を受けてキリスト教に改宗した。スガはかつて紙面で娼婦を「醜業婦」と批判したことがあったが、女性地位向上運動の「婦人矯風会」の活動を知って反省し、以降は廃娼運動や男女同権の運動にも参加するようになった。

### 社会主義者へ転身

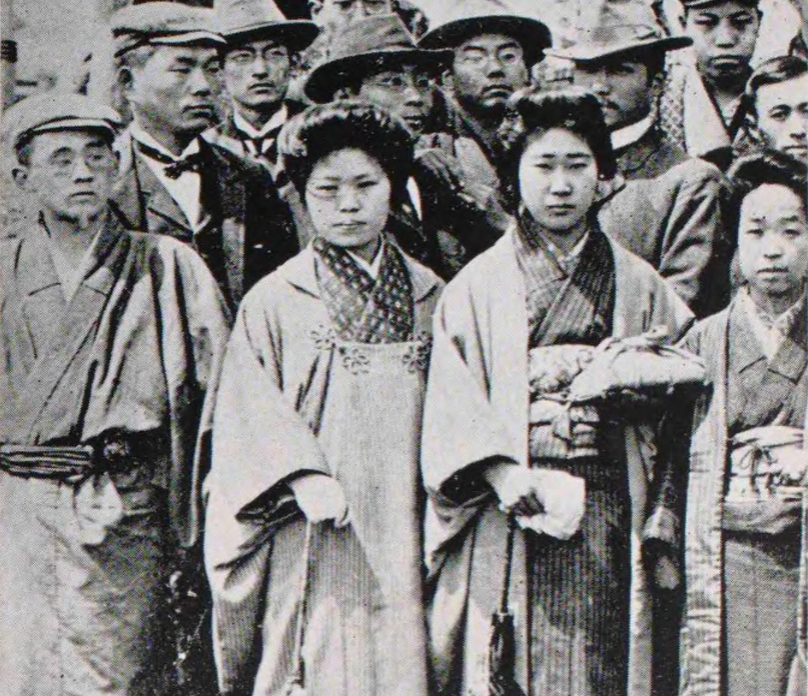
前列左から遠藤友四郎、管野スガ、荒畑才子、堀保子（1907年4月25日）

日露戦争の直前、文学の師である文海が幸徳秋水・堺利彦の非戦論に賛成したことからスガも共鳴し、大阪に「平民新聞読者会」を結成して婦人運動から社会主義運動に転身した。大阪婦人矯風会に所属していた林歌子の知遇を得て上京した際に平民社の堺を訪ね、その紹介で和歌山県田辺市の毛利柴庵と知り合って交際を始める。スガはそのまま、毛利が主筆の牟婁新報社に入社し、ここで知り合った6歳年下の荒畑勝三（寒村）と同棲する。牟婁新報では柴庵の投獄中はスガが編集長代理も務めたが、柴庵の出獄と共に退社、上京して商業新聞「毎日電報」に就職後、1907年（明治40年）に寒村と結婚した。しかし同年に妹のヒデが結核で他界し、スガも発病した。
1908年（明治41年）に赤旗事件へ関与したとして投獄されるが、この事件は山口孤剣の出獄を祝おうと東京・神田の「錦輝館」で歓迎会を開いた際のもので、寒村・スガ夫妻も参加していたが、肺病を患っていたスガは乱闘に加わらなかったため、過酷な取り調べを受けたものの結局は無罪となって9月4日に釈放された。
スガが出所した際には毎日電報を解雇されており、アナキズムに共鳴したことから秋水の経済的援助を受けた。スガは秋水と共に「自由思想」を創刊して赤旗事件を糾弾しようとし、肺病を患っていたスガは療養生活を続けるうちに秋水と恋愛関係に発展した。平民社の社内で同棲するようになったが秋水には妻・千代子がおり、スガにも禁錮1年で獄中の夫・寒村がいたため、いわゆる不倫関係だった。この関係はすぐに発覚し、とりわけ秋水に対立する新聞・雑誌で「重婚」「スキャンダル」として大きく報じられて両者とも批判を受けた。これに対してスガは獄中の寒村へ一方的に離縁状を送りつけて離婚したため、寒村から生涯の恨みを買っただけでなく、公然たる不倫が妻も追い出す格好になったことや、平民社では秋水よりスガが優遇されたことから2人の関係は同志の間でも評判が悪くなった。この不倫騒動が秋水の周りから人が遠ざかっていった原因だという評価もある。

### 逮捕へ
この頃、官憲は何としても秋水を逮捕しようと決意していた。1909年（明治42年）7月15日、平民社に突然の家宅捜索が入る。その際に同社で生活し、肺病で病床にいたスガは引き摺られるようにして逮捕・連行された。この時は罰金刑を受けただけですぐに釈放されたが、平民社は1910年（明治43年）3月22日に解散され、スガと秋水は湯治療養のために神奈川県湯河原へ向かった。同年6月1日、スガは秋水と共に湯河原で逮捕された。2人は、この1週間前に長野県内で爆発物取締罰則違反容疑（明科事件）で逮捕された宮下太吉・新村忠雄、さらに明科事件に関与したとして逮捕された古河力作と共に天皇暗殺を企てた大逆罪で起訴され、いわゆる「幸徳事件（大逆事件）」の被告人となった。弁護士の今村力三郎は、
1. 事件はスガ、宮下、新村が共謀・計画した。
2. 思想的師匠の秋水は首領として責任があるが身の危険からメンバーから除外された。
3. 古河は同志と見なしておらず、計画も知らせていない。

としていたが、判決では警察のフレームアップによって多数の社会主義者・無政府主義者の24名が有罪・死刑となった。当時の大逆罪は未遂・予備含めて死刑しか定められていなかった。スガの獄中手記に「死出の道艸（みちくさ）」がある。

### 最期
1911年（明治44年）1月25日、秋水・宮下・新村らが執行された翌日に処刑された。スガは執行直前に大杉栄夫妻へ手紙を送り、寒村にも言葉を遺したという。前述のようにキリスト教徒であるが、スガの生前の遺言により火葬され、仏式で葬られた。29歳没。法名は釈淳然。
墓は下淀橋町字角筈新町（現：東京都渋谷区代々木3丁目）の正春寺にあり、墓石の正面には辞世の句「くろがねの 窓にさしいる 日の影の 移るを守り けふも暮らしぬ」が刻まれ、裏には「革命の先駆者管野スガここにねむる」とある。

## 関連作品
小説
- 瀬戸内晴美『遠い声』新潮社、1975年。ISBN 978-4101144061。新版「遠い声　管野須賀子」岩波現代文庫、2020年 ほか
- 縄田一男 (編)「管野須賀子（短編・瀬戸内晴美作）」『情炎（時代小説の女たち）』角川書店、1992年。ISBN 978-4048727136。
- 円地文子(監修)「管野スガ（短編・山本藤枝作）」『人物日本の女性史』 自由と権利を求めて 11、集英社、1978年。ASIN B000J8S3TS
- 出久根達郎『佃島ふたり書房』講談社、1992年。ISBN 4-06-205540-6。